# Humorklooster
Het Humorklooster (Roemeens: Mănăstirea Humor) is een Roemeens-orthodox klooster in Gura Humorului in het noorden van Roemenië, in de Boekovina. De kloosterkerk is bekend om haar beschilderde muren. Dit klooster is gebouwd in 1530 in opdracht van Peter IV Rareș (Petru Rareș).

## Kerk van de Moeder Gods en Sint-Joris
De Kerk van de Moeder Gods en Sint-Joris (Roemeens: Biserica Adormirea Maicii Domnului și Sfântul Gheorghe) staat samen met de andere beschilderde kerken in Moldavië op de Werelderfgoedlijst van UNESCO.
De kerk werd beschilderd in 1535 in opdracht van Teodor Bubuiog door een groep schilders onder leiding van Toma van Suceava, die geldt als een van de meest vooraanstaande Roemeense schilders uit de Middeleeuwen. Zijn tussenkomst blijkt uit een kleine inscriptie op de zuidelijke buitenmuur van de kerk. Iconografisch bleef Toma in de Moldavische traditie. Toma schilderde de fresco's aan de buitenzijde en aan de ingangsdeur van de kerk. De kleuren van de fresco's buiten zijn uitzonderlijk goed bewaard, uitgezonderd die op de noordmuur. De hoofdkleuren zijn geel, oker, bruin, groen en blauw, met accenten in baksteenrood, rose en wit. Aan de ingang is het Laatste Oordeel afgebeeld, waarbij men tussen de verdoemden een groep Turken en Tataren (vijanden van het vorstendom Moldavië) kan herkennen. Aan de zuidzijde zijn het Lied van Maria (met ook een voorstelling van het beleg van Constantinopel) en het leven van Sint-Nicolaas afgebeeld, als een oproep aan de bevolking vast te houden aan de tradities in een tijd van hervormingen. De oostzijde en de apsissen tonen het gebed van alle heiligen, een gigantische processie van heiligen.
Waarschijnlijk was Toma ook de meester van de fresco's in de naos, de hoofdruimte van de kerk, toegankelijk voor het publiek. Opvallend is daar een portret van Peter IV Rareș met zijn echtgenote, prinses Elena. De pronaos en de grafkamer werden beschilderd door twee andere kunstenaars. In de pronaos zijn er afbeeldingen van Maria omringd door aartsengelen en profeten en een kalender. In de grafkamer is een bescheiden, realistisch portret van Teodor Bubuiog en zijn echtgenote Anastasia. In deze ruimte zijn er verder voorstellingen van het leven van Maria en het lied van van de aartsengel Michaël.

## Galerij

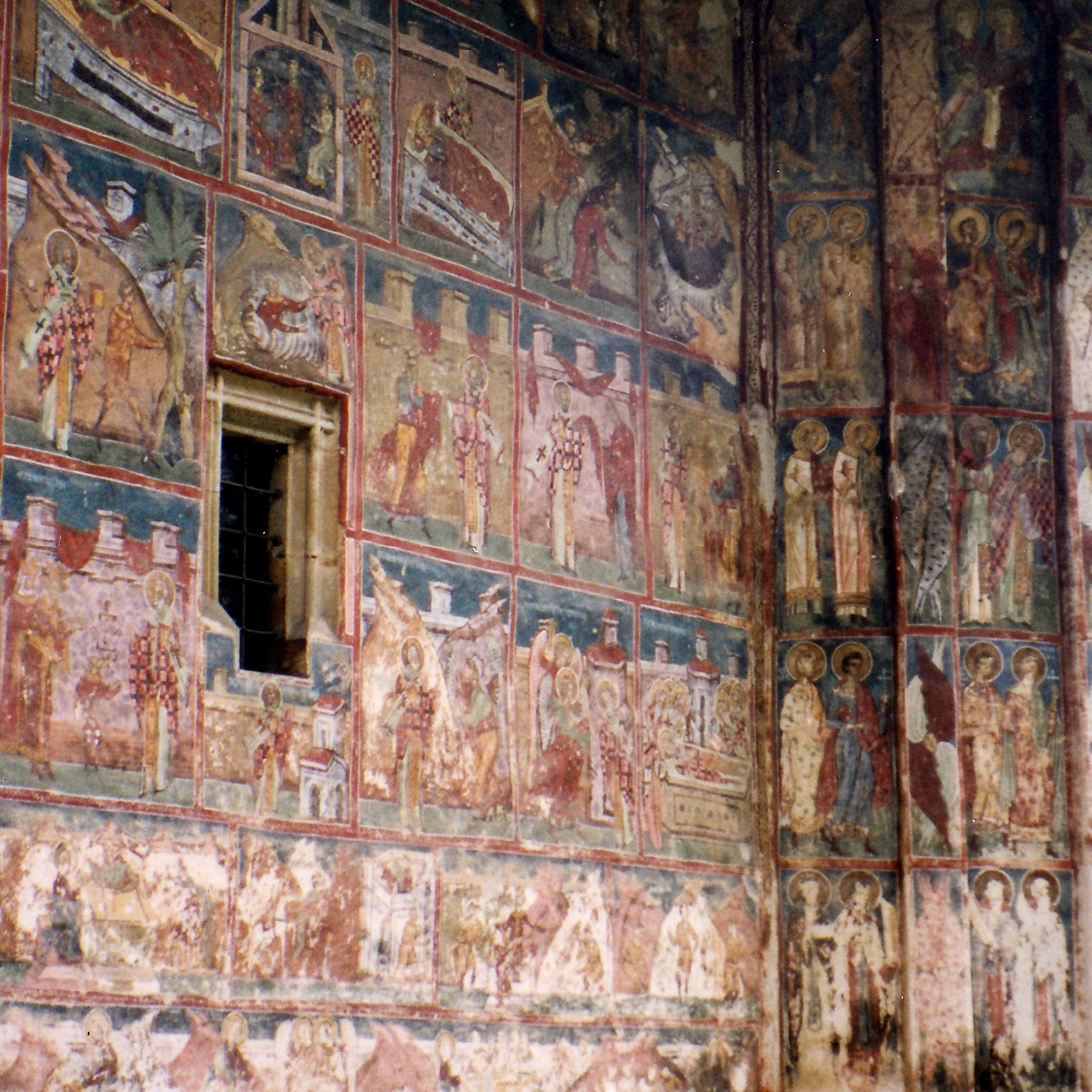
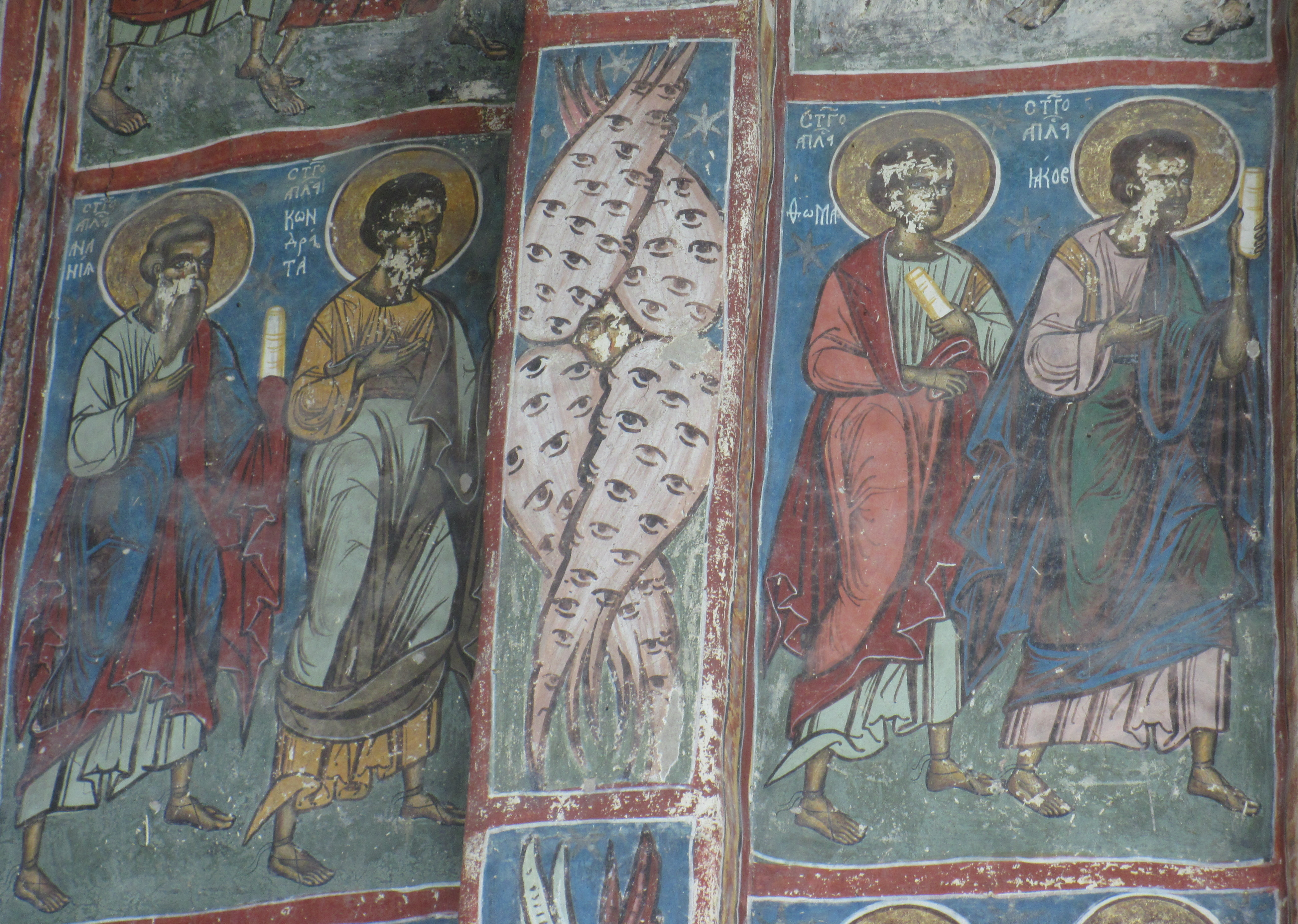
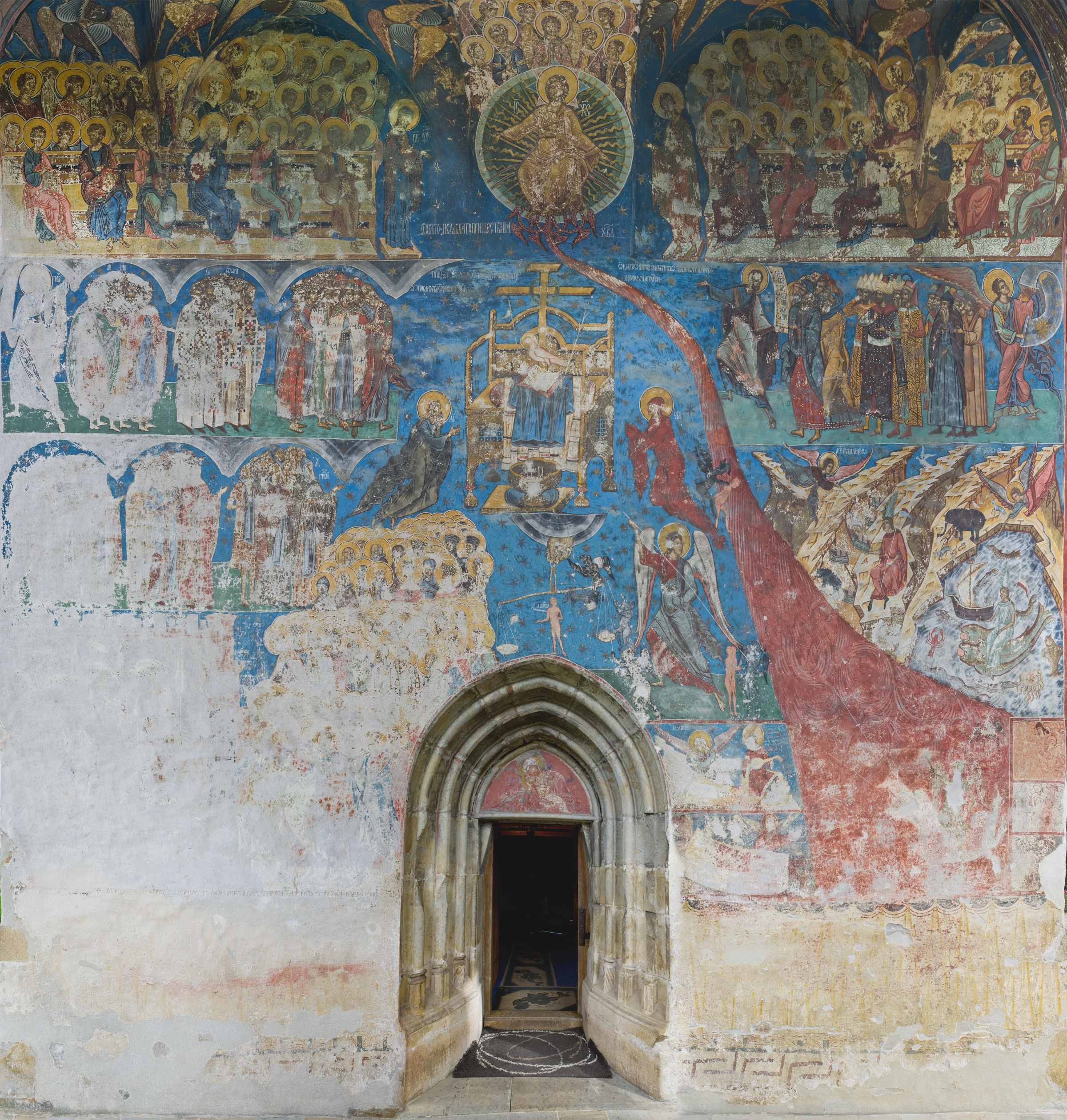
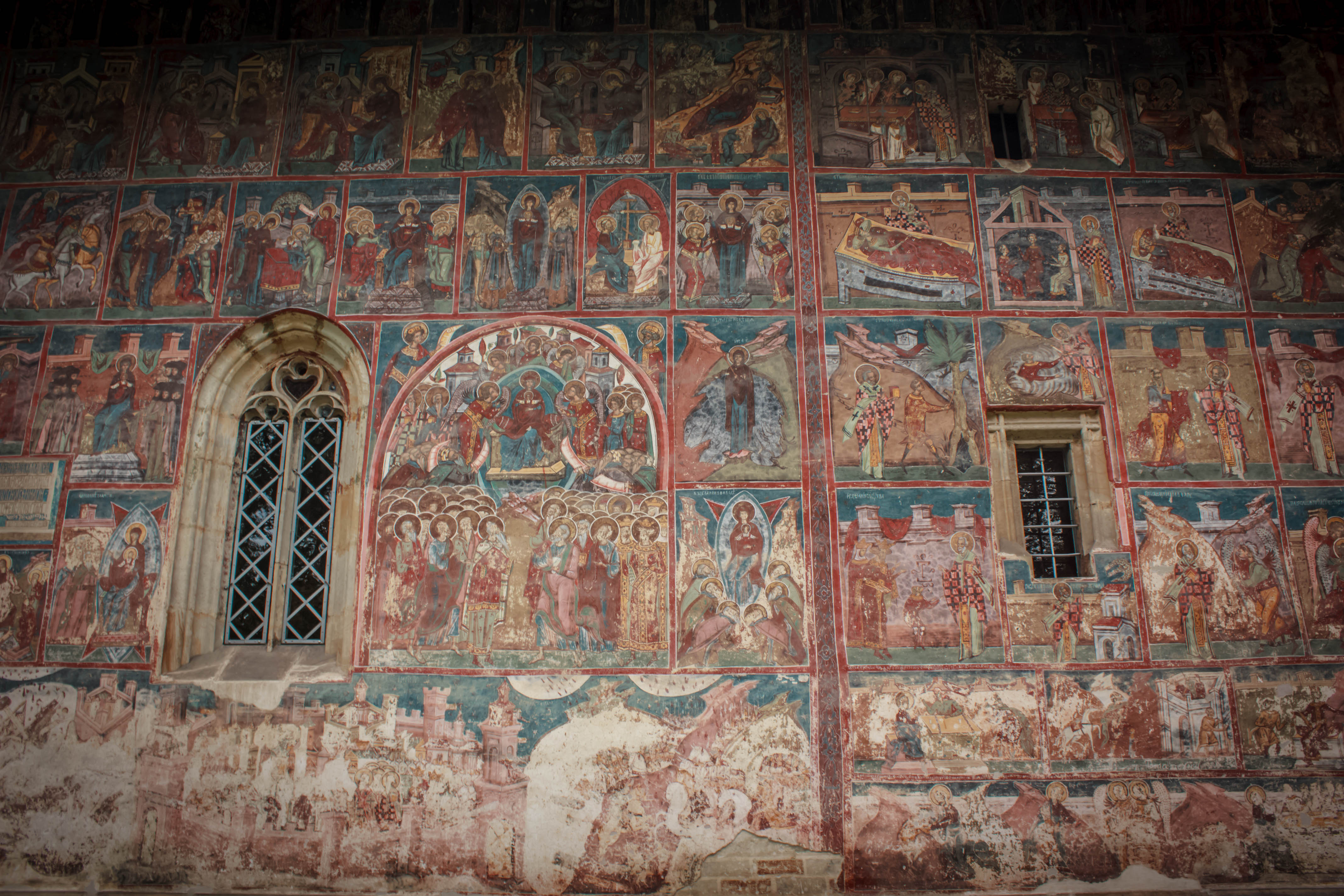

Donaudelta · 
Kerken in Moldavië · 
Klooster van Horezu · 
Dorpen met weerkerken in Transsylvanië · 
Dacische forten van het Orăştiegebergte · 
Historisch centrum van Sighișoara · 
Houten kerken in Maramureș · 
Oude en voorhistorische beukenbossen van de Karpaten en andere regio's van Europa  · 
Mijnlandschap van Roșia Montană · 
Grenzen van het Romeinse Rijk: Dacië · 
Monumentaal ensemble van Brâncuși in Târgu Jiu